# Loi sur l'instruction publique
La Loi sur l'instruction publique est une loi provinciale du Québec qui légifère sur le système d'éducation au Québec. Elle est sous la responsabilité du ministère de l'Éducation du Québec.
La légifération en matière scolaire commence en 1801 au Bas-Canada par l'Institution royale. Le 18 septembre 1841, la Loi sur l'instruction publique est sanctionnée et un poste de Surintendant de l'Instruction publique est créé et occupé par Jean-Baptiste Meilleur. Avec la collaboration de Jean Holmes, des écoles normales furent ouvertes afin de former des personnes plus qualifiées pour enseigner. Des commissions scolaires avaient également été mises en place à cette époque.
Le ministère de l’Instruction publique du Québec est créé en 1867. Pierre-Joseph-Olivier Chauveau assume les responsabilités de premier ministre, de secrétaire de la province et de ministre de l’Instruction publique. Durant sa charge, il légifère à plusieurs reprises, notamment en 1869, pour scinder le Conseil de l'instruction publique, organisme de réglementation, en deux comités confessionnels, un catholique et un protestant.

## De nos jours
La loi actuelle a été adoptée en 1988 et elle résulte de la modernisation de plusieurs anciennes lois scolaires adoptées en 1829,1841, 1867, 1943, 1946 et 1964.